# Корчинская митрополия
Ко́рчинская митропо́лия (алб. Mitropolia e Shenjtë Korçë, греч. Ιερά Μητρόπολη Κορυτσάς) — епархия Албанской православной церкви на территории области Корча.

## История
Город Корча был построен в 1490 году при султане Баязиде II на месте старого села. Дата основания епархии неизвестна. Согласно грамоте императора Василия II Болгаробойцы в XI веке при создании Охридской архиепископии данный район попадает в диоцез Касторийской митрополии. С 1030 по 1490 годы эти земли были в составе в Колонийской и Девольской епископий.
В 1670 году архиепископ Охридский Парфений, вышедший из Корчи, возвысил свой родной город в ранг митрополии. Её правящий архиерей получил титул митрополита и именуется Корчинским и Селасфорским (Κορυτσάς και Σελασφόρου). В её подчинение перешла Девольская и Колонийская (Δεβόλης και Κολωνίας) епископия.
После упразднения Охридской архиепископии в 1767 году, Корчинская и Селасфорская митрополия вошла в состав Константинпольского патриархата и заняла 75-е место в списке её митрополий. Митрополит Иоаким (1779 — 1790) получил титул титул Корчинского и Москопольского (Κορυτσάς και Μοσχοπόλεως) по имени процветающего греко-влашского города Москополе (ныне село Воскопоя). С 1816 года епархия именовалась Корчинской, Селасфорской и Москопольской (Κορυτσάς, Σελασφόρου και Μοσχοπόλεως). С марта 1828 года до мая 1834 года Корчанская митрополия была слита с Погонианской архиепископией. Соединение произошло при корчинском митрополите Виссарионе, который получил титул Корчинского и Погонианского. В 1835 году митрополит Кирилл получил титул Корчинского и Преметийского (Κορυτσάς και Πρεμετής). В 1875 году при митрополите Дорофее к титулу прибавился статус ипертима и экзарха Верхней Македонии (υπέρτιμος και έξαρχος Άνω Μακεδονίας), после чего такое титулование сохранилось до 1916 года. В 1885 году титул митрополита Филофея стал Корчинским, Преметийским и Москопольским (Κορυτσάς, Πρεμετής και Μοσχοπόλεως). В январе 1902 года Корчинская митрополия находилась на 34 месте в иерархии Константинопольской патриархии.
В 1929 году была объявлена автокефалия Албанской православной церкви, Корчинская кафедра вошла в её состав, став епископией.

## Епископы
Охридская православная церковь
- Неофит (упом. 1624 — упом. 1628)
- Митрофан (упом. в 1634)
- Игнатий (упом. в 1668)
- Парфений (1670 — 1676)
- Макарий (упом. 1691 — 1693)
- Афанасий (1694 — 1696)
- Даниил (1696 — 1709)
- Иоасаф (1709 — 1719)
- Никифор (1746 — 1752)
- Макарий (1752 — 1756)
- Даниил (1759 — 1763)
- Дионисий (1765 — 1766)
- Геннадий (1766 — 1767)

Константинопольская православная церковь
- Геннадий (1767 — 1779)
- Иоаким (1779 — 1790)
- Константин (1790 — 1798)
- Иоасаф (1798 — 1816)
- Мелетий (1816 — 1827)
- Виссарион (1827 — 1835)
- Кирилл (1835 — 1845)
- Неофит (1845 — 1874)
- Дорофей (Евелпидис) (23 апреля 1874 — 8 мая 1875)
- Дорофей (Христидис) (1875 — 1885)
- Филофей (Константинидис) (1885 — 1893)
- Григорий (Продрому) (1893)
- Анфим (Цацос) (1893 — 1894)
- Хрисанф (1894 — 1895)
- Гервасий (Орологас) (1895 — 1902)
- Фотий (Калпидис) (1902 — 1906)
- Гервасий (Сараситис) (1906 — 1910)
- Димитрий (Георгиадис) (1910)
- Герман (Анастасиадис) (1910 — 1916)
- Иоаким (Струбис) (1919 — 1924)

Албанская православная церковь
- Виссарион (Джувани) (1929 — 1933) в/у
- Христофор (Киси) (ноябрь 1933 — 3 апреля 1937)
- Евлогий (Курилас) (11 апреля 1937 — 1945)
- Агафангел (Чамче) (1945 — январь 1946)
  - Софроний (Борова) (1946 — 1948) в/у, священник
- Паисий (Водица) (18 апреля 1948 — 25 августа 1949)
- Филофей (Дуни)[болг.] (сентябрь 1952 — 1965)
- Кирилл (Наслязи)[болг.] (1966 — 1967)
- Христодул (Мустакис) (28 июля 1996 — 18 июля 1998) не принят властями Албании
- Иоанн (Пелюши) (20 июля 1998 — 16 марта 2025, избран предстоятелем)